# Mat Maneri
Mat Maneri, né le 4 octobre 1969 à Brooklyn (New York) aux États-Unis, est un violoniste, altiste, compositeur et improvisateur de jazz. Il est le  fils du saxophoniste Joe Maneri.

## Biographie
Mat Maneri a commencé le violon classique à l'âge de cinq ans puis l'a étudié à la Walnut Hill High School et au New England Conservatory of Music. Il décide ensuite de s'orienter vers le jazz. À partir de 1996, il enregistre ses premiers disques solo
Mat Maneri a travaillé avec de très nombreux musiciens de renom tels que Cecil Taylor, Matthew Shipp, Joe Morris, son père Joe Maneri, Gerald Cleaver, Tim Berne, Borah Bergman, Mark Dresser, William Parker, Michael Formanek, Ed Schuller, John Medeski, Roy Campbell, Paul Motian, Tomasz Stańko, Robin Williamson, Drew Gress, Tony Malaby, Ben Monder, Barre Phillips, Joëlle Léandre, Marilyn Crispell, Craig Taborn, Ethan Iverson, David King, et John Lockwood. Il est également membre de ses propres formations musicales (un trio, un quatuor, un quintette).
En 2006, Mat Maneri a été nommé pour un Grammy award dans la catégorie   «Meilleur album de musique alternative» pour son album Pentagon.

### Œdipe Redux
En 2018, Mat Maneri et Lucian Ban écrivent une relecture de l'opéra Œdipe (1931) de Georges Enesco, entre musique de chambre et jazz contemporain, Œdipe Redux. La création mondiale a lieu le 5 décembre 2018 à l'Opéra de Lyon, auditorium unterground.
- Mat Maneri, alto
- Lucian Ban (en), piano
- Jen Shyu, voix
- Theo Bleckmann, voix
- Louis Sclavis, clarinette et clarinette basse
- Ralph Alessi (en), trompette
- John Hebert, contrebasse
- Tom Rainey, batterie

## Discographie partielle
| - Fever Bed, Leo Records, 1996 - Fifty-one Sorrows, 1999 - Obliteration At The End Of Multiplication, 2002 - Disambiguation, 2002 - Sustain, 2002 - For Consequence 2003 - For Flowers, 2004 - Algonquin Bridge, 2004 - Chamber Trio, 2005 - Self-luminous, 2005 - Happening, 2005 - Trinity, ECM - Blue Decco, Thirsty Ear - So What, Hathut Records - Acceptance, Hathut Records | - Going To Church, AUM Fidelity - Out right now, Hathut Records - Soul Search, AUM Fidelity - Gravitation System, Hathut Records - Tales of Rohnlief, ECM - Reaching, Leo - Blessed, ECM - Lift and Poise, Leo - Three Men Walking, ECM - Pentagon, Thirsty Ear - Iron Stone, ECM - Tenderly, Hathut Records - Coming Down the MOuntain, Hathut Records - In Full Cry, ECM - Get Ready to Receive Yourself, Leo | - In Time, Leo - Light Trigger, No More - By The Law of Music - Metal Rat - Flow Of X - A Cloud of Black Birds - Underthru - At the Old Office - Expansion, Power, Release - Masses - Distambulation - JAM - Threads - Treats For The Nightwalker - 2 miles a day, Yeah Yeah Records, 2007 |